# Andreea Mitu
Cristina-Andreea Mitu (n. 22 septembrie 1991) este o jucătoare profesionistă română de tenis. S-a născut în București și a început să joace tenis la vârsta de 7 ani. Este antrenată de Adrian Marcu.Andreea avut o carieră foarte bună înainte de a lua o pauză pentru a naște. Ea a ajuns pe locul 68 WTA la simplu și a reușit să învingă jucătoare precum Karolina Pliskova.

## Cariera

### 2014
Andreea Mitu începe sezonul prin a juca la Australian Open, unde pierde în turul 2 al calificărilor, în fața Zarinei Diyas din Kazahstan. În aprilie 2014, Andreea câștigă turneul ITF Santa Margherita din Italia, învingând-o în finală pe spanioloaica Sara Sorribes Tormo. La acest turneu reușește să se impună și la dublu. La Wimbledon, Andreea are un parcurs bun, venită din calificări ea pierde în turul 1 în fața favoritei 4, poloneza Agnieszka Radwanska. Andreea Mitu câștigă turneul ITF Denain (Franța), învingând-o în finală pe franțuzoaica Fiona Ferro. Andreea se impune și în turneul ITF Darmstadt (Germania). Andreea Mitu reușește să câștige turneul românesc de la Mamaia, atât la simplu, cât și la dublu. Mitu se impune în turneele ITF din Bulgaria, Sofia și Dobrich. Andreea reușește să câștige și  finala turneului ITF Podgorica (Muntenegru), unde o învinge pe favorita numărul 3, rusoaica Vitalia Diacenko.

### 2015
Andreea Mitu începe bine sezonul, și câștigă turneele ITF din Brazilia, Sao Paulo și Campinas, primul câștigându-l și la dublu. La turneul WTA de la Charleston (SUA), Andreea o învinge pe Varvara Lepchenko, numărul 30  WTA și pe Ajla Tomljanovic, numărul 60 WTA, ca apoi să piardă în fața numărului 20 WTA, Madison Keys. În aprilie reușește una dintre cele mai mari victorii ale carierei, învingând-o pe canadianca Eugenie Bouchard în 3 seturi, în Fed Cup. La French Open, Andreea reușește să se califice în premieră, în turul 4, după ce o elimină în turul 2 pe favorita numărul 12, cehoaica Karolina Pliskova, ș în turul 3 pe fosta campioană a turneului, italianca Francesca Schiavone. Este eliminată în turul 4 de belgianca Alison Van Uytvanck. La turneul WTA de la București, Mitu trece în turul 2 de Sorana Cîrstea, dar pierde în sferturi, în 3 seturi, în fața Monicăi Niculescu. La dublu, ajunge în finală, alături de Patricia Maria Țig. La turneul WTA din Linz (Austria), Andreea reușește o victorie importantă, în fața numărului 7 mondial, cehoaica Lucie Safarova. La turneul ITF din Nantes (Franța), Andreea reușește să ajungă în finală, unde pierde în fața franțuzoaicei Mathilde Johansson. Alături de Monica Niculescu, Andreea Mitu se impune în proba de dublu a turneului ITF Poitiers (Franța). 

## Viața personală
Andreea Mitu s-a născut în București. Tatăl său se numește Petre Mitu, iar mama Ania Mitu. Andreea mai are un frate, Alex, ce este jucător de fotbal. Idolii săi în tenis sunt Martina Hingis și surorile Williams. Îi place să stea cu prietenii și să facă cumpărături. Dacă nu ar fi avut o carieră în tenis, s-ar fi făcut avocat.